# 西田純
西田 純（にしだ じゅん、1956年6月24日 - ）は、日本の詩人。関西詩人協会、まほろば（21世紀創作歌曲の会）会員

## 来歴
1956年、京都府京都市中京区に生まれる。本名同じ。京都教育大学教育学部卒業
関西詩人協会会員。詩誌『朱雀』『みみずく』、総合詩誌『PO』、まほろば（21世紀創作歌曲の会）に所属。
1986年から詩を書き始める。少年詩では、菊永譲、武鹿悦子に師事。1992年、『詩と思想』で森田進、麻生直子によって、詩集『石笛』を『叢書 新世代の詩人たち 11』として送り出された（土曜美術社出版販売）。
1997年、詩集『空にむかって』から「さざなみ」が、東広島市指定水道工事業協同組合のパンフレット「水の詩」の中に使われる。（三晃社の企画制作）
2005年、「楽器のように」（詩集『楽器のように』より）が、北海道学力コンクール（中学2年、国語）に使われた。
2010年、愛知県名古屋市の合唱団ピンク・エコーによって、西田純の4篇の詩（詩集「空にむかって」「鏡の底へ」「楽器のように」から）を混声合唱組曲「楽器のように」が創られた。作曲は橋本剛氏（愛知教育大学准教授）。
2013年、「夏の夜に」（詩集『木の声 水の声』より）が、静岡県の『中学校・夏休みの友』（静岡県出版文化会・編、静岡教育出版社・発行）に使われる。（4年ごとに更新の予定で、現在のところ2028年まで。）
2022年、「うたいたい」が、杉並混声合唱団によって、東京都 杉並区の杉並公会堂での第46回定期演奏会で演奏された。（作曲は和泉耕二氏）
外部リンク　西田純 | Facebook　　https://www.facebook.com/jun.nishida.3954

## 書籍

### 詩集（出典…NDL:00261134,VIAF:251430354）
- 「空にむかって」（1992年、椋の木社）
- 「石笛　 叢書 新世代の詩人たち 11」（1992年、土曜美術社出版販売）（電子書籍2022年、ディスカヴァー・トゥエンティワン）
- 「鏡の底へ」（1995年、土曜美術社出版販売）
- 「楽器のように」（1999年、土曜美術社出版販売）（電子書籍2022年、ディスカヴァー・トゥエンティワン）
- 「木の声 水の声」（2002年、銀の鈴社）（電子書籍2013年、銀の鈴社）
- 「森は 生まれ」（2010年、てらいんく）（電子書籍2022年、ディスカヴァー・トゥエンティワン）
- 「風の森」（2017年、竹林館）（電子書籍2024年、ディスカヴァー・トゥエンティワン）
- 「山の辺の」（2024年、竹林館）

### 選集・その他
- 「まほろば　21世紀創作歌曲の会　歌曲集」第1集
- 「しぜんの詩 1」（2012年、銀の鈴社）
- 「中学校1年　夏休みの友　2013年～2028年」（静岡教育出版社）
- 「和泉耕二　歌曲集」（カワイ出版）
- 「子どもへの詩の花束」武鹿悦子・新川和江 編 （2016年 竹林館）